# アミーガス・イ・リヴァレス
『アミーガス・イ・リヴァレス』（スペイン語: Amigas y rivales）は、メキシコのテレビドラマ。カナル・デ・ラス・エストレージャスで2001年2月26日から11月9日まで放送された。

## 登場人物

### 主な登場人物
ラウラ・ゴンザレス・ウリベ
演：ミシェル・ビース
ウェンディ・ナイエリ・ペレス
演：アンヘリカ・バーレ
ロベルト「ロベルティート」デ・ラ・オ・テラン
演：アラス・デ・ラ・トーレ
ロクサナ・ブリト・デ・ラ・オ / カロライナ・バジェホ
演：ジョアナ・ベネデク
ドン・ロベルト・デ・ラ・オ
演：エリック・デル・カスティージョ
オフェリア・ビジャダ・ルバルカバル
演：アダマリ・ロペス
ラモン「モンチョ」/ ジャカランダ / マヌエル・デ・ラ・コリーナ
演：ラファエル・インクラン
ジョニー・トリニダード
演：ジョニー・ロサダ
アンヘラ・リヴェイラ
演：スサナ・ゴンザレス
ヒメナ・デ・ラ・オ・テラン
演：ルドヴィカ・パレタ